# 중국전신
중국전신그룹유한공사(中國電信集團會社, 중국어 간체자: 中国电信集团公司) 또는 차이나 텔레콤(China Telecom)은 중국의 통신 회사이다.